# Koomy
Koomy è un’app mobile italiana dedicata alla lettura di fumetti, graphic novel, manga e webtoon.  
È disponibile su App Store e Google Play, e combina un catalogo editoriale in crescita con funzioni social pensate per la community dei lettori.  
Non è una semplice app di lettura, ma un ecosistema pensato per gli amanti dei fumetti.  

## Storia
Il progetto è stato lanciato a marzo del 2025 con un accesso anticipato riservato a un numero limitato di utenti.  
Fin dal lancio la piattaforma collabora con alcune case editrici italiane, una rete di partnership in ampliamento per arricchire progressivamente il catalogo.  

## Origine del nome
Il nome Koomy riflette la filosofia alla base del progetto: deriva dall’abbreviazione giapponese Komi (コミ) per Komikku (コミック, “fumetto”) e aggiunge la y di my, a sottolineare un’appartenenza personale e comunitaria.  
In questo modo, Koomy rappresenta una piattaforma che appartiene realmente alla sua community.  

## Caratteristiche
L'app offre funzionalità sia gratuite che a pagamento, tra cui:
- diverse modalità di lettura (verticale, orizzontale, doppia pagina)
- sistema di moneta virtuale interno (Kooins)
- possibilità di creare e condividere liste di lettura
- recensioni, valutazioni e notifiche personalizzate
- lettura offline dei contenuti